# Cory O’Brien
Cory Leigh O’Brien (ur. 20 czerwca 1972) – australijski zapaśnik walczący przeważnie w stylu wolnym. Dwukrotny olimpijczyk. Zajął siedemnaste miejsce w Sydney 2000 i dziewiętnaste w Atlancie 1996. Walczył w kategorii 57 – 58 kg.
Jedenasty na mistrzostwach świata w 1998 i 1998. Brązowy medalista igrzysk Wspólnoty Narodów w 1994; czwarty w 2002 i piąty w 2010. Wicemistrz Wspólnoty Narodów w 1995, a także Igrzysk Oceanu Spokojnego w 1995. Dziesięciokrotny  medalista mistrzostw Oceanii w latach 1992 - 2008 roku.